# Orlando Maini
Pour les articles homonymes, voir Maini.
Orlando Maini (né le 17 décembre 1958 à Bologne, en Émilie-Romagne) est un coureur cycliste italien, professionnel de 1979 à 1988. Il est actuellement directeur sportif de l'équipe UAE Abu Dhabi.

## Biographie
On peut noter à l'actif d'Orlando Maini une deuxième place dans la 12e étape du Tour d'Espagne 1980. Plus tard, il remportera une étape sur le Tour d'Espagne 1984  et une autre sur le Tour d'Italie 1985.

## Palmarès
- 1984
  - 9e étape du Tour d'Espagne
- 1985
  - 7e étape du Tour d'Italie

## Résultats sur les grands tours

### Tour d'Italie
8 Participations
- 1979 : 89e
- 1982 : 35e
- 1983 : 108e
- 1984 : 63e
- 1985 : 74e, vainqueur de la 7e étape
- 1986 : 110e
- 1987 : 86e
- 1988 : abandon (19e étape)

### Tour d'Espagne
- 1980 : abandon
- 1983 : abandon
- 1984 : abandon, vainqueur de la 9e étape